# Eleições gerais em Tuvalu em 2010
As eleições gerais tuvaluanas de 2010 foram realizadas em 16 de setembro, a fim de eleger 15, dos 26 candidatos que disputaram as cadeiras do Parlamento. Já em 29 de setembro, o Parlamento elegeu Maatia Toafa como primeiro-ministro do país, com 8 votos a favor.